# August Stisser
August Stisser (* 13. September 1671 in  Oebisfelde; † 21. Mai 1741 in Braunschweig) war ein deutscher lutherischer Theologe.

## Leben

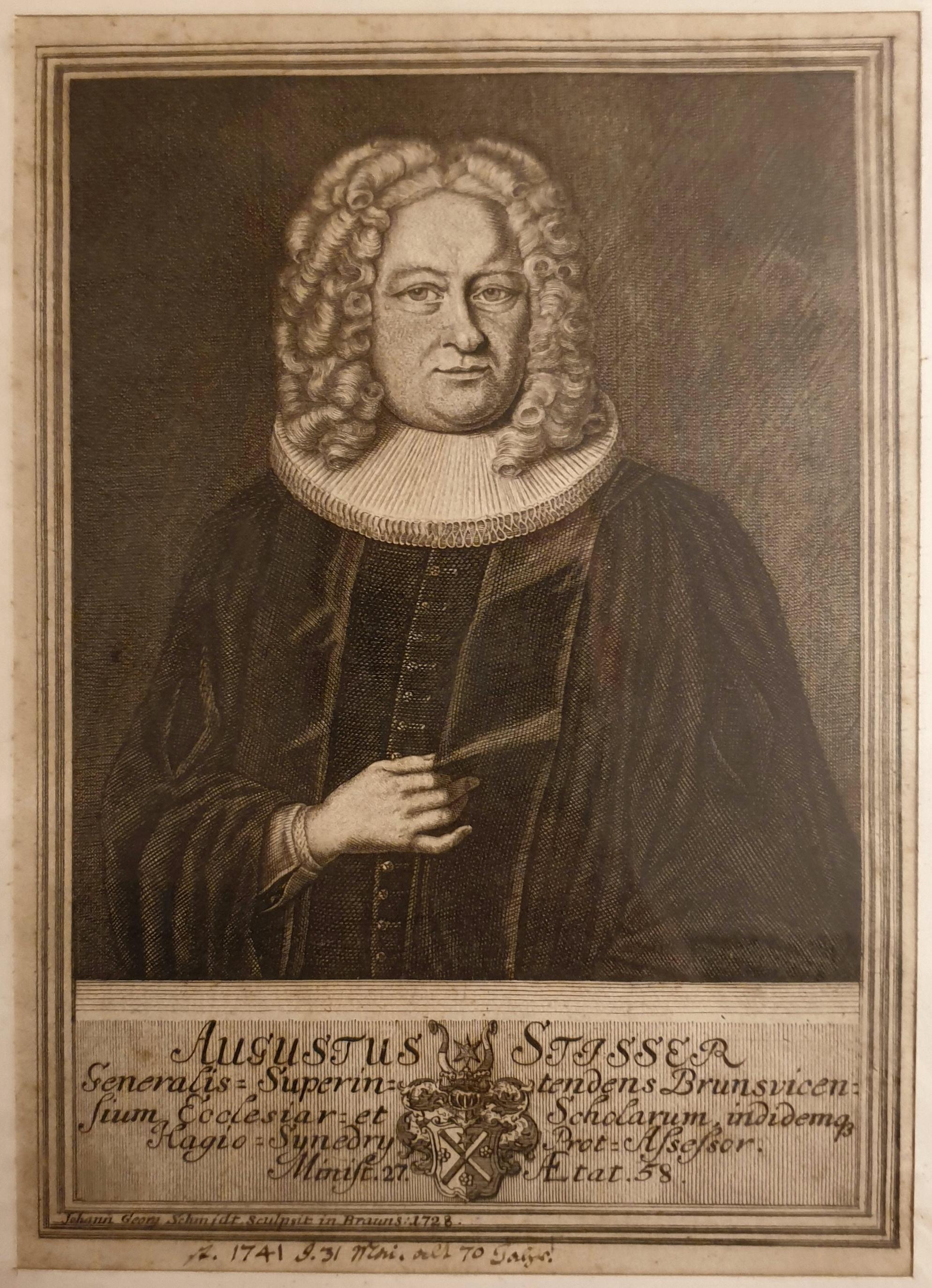
Stich, 1728

August Stisser stammte väterlicherseits aus einem Quedlinburger Ratsgeschlecht; seinen Urgroßvater Kilian Stisser, einen hohen Staatsbeamten in Halle (Saale), hatte Kaiser Rudolf II. in den Adelsstand erhoben. Sein Vater Chilian Stisser (* 20. September 1640 in Halle (Saale); † 13. November 1694 in Weißensee) war Pastor in Oebisfelde, dann in Mücheln, später Superintendent in Burg und schließlich Superintendent in Weißensee; seine Mutter Maria Elisabeth (* 10. Oktober 1644 in Gießen; † 29. Mai 1674 in Mücheln) war Tochter des fürstlich hessisch-darmstädtischen Geheimrats und Vizekanzlers Georg Daniel Ebel und dessen Frau Katharina, die eine Tochter von Johann Winckelmann, Professor der Theologie an den Universitäten Marburg und Gießen, war.
Neben dem Besuch der öffentlichen Schule in Oebisfelde wurde er durch Privatlehrer unterrichtet. Ostern 1692 begann er ein Studium an der Universität Erfurt und ein halbes Jahr später, im Oktober, setzte er sein Studium der Philosophie und Theologie an der Universität Leipzig fort. In Leipzig erwarb er 1698 den akademischen Grad eines Magisters der Philosophie und unternahm danach eine Reise nach Braunschweig und Wolfenbüttel, wo er die Möglichkeit erhielt, vor den Herzögen von Braunschweig zu predigen. Aufgrund dessen boten ihm die Herzöge Rudolph August und Anton Ulrich von Braunschweig-Wolfenbüttel eine Stelle im Kloster Riddagshausen an. Jedoch wollte er in Leipzig erst einige Vorlesungen halten.

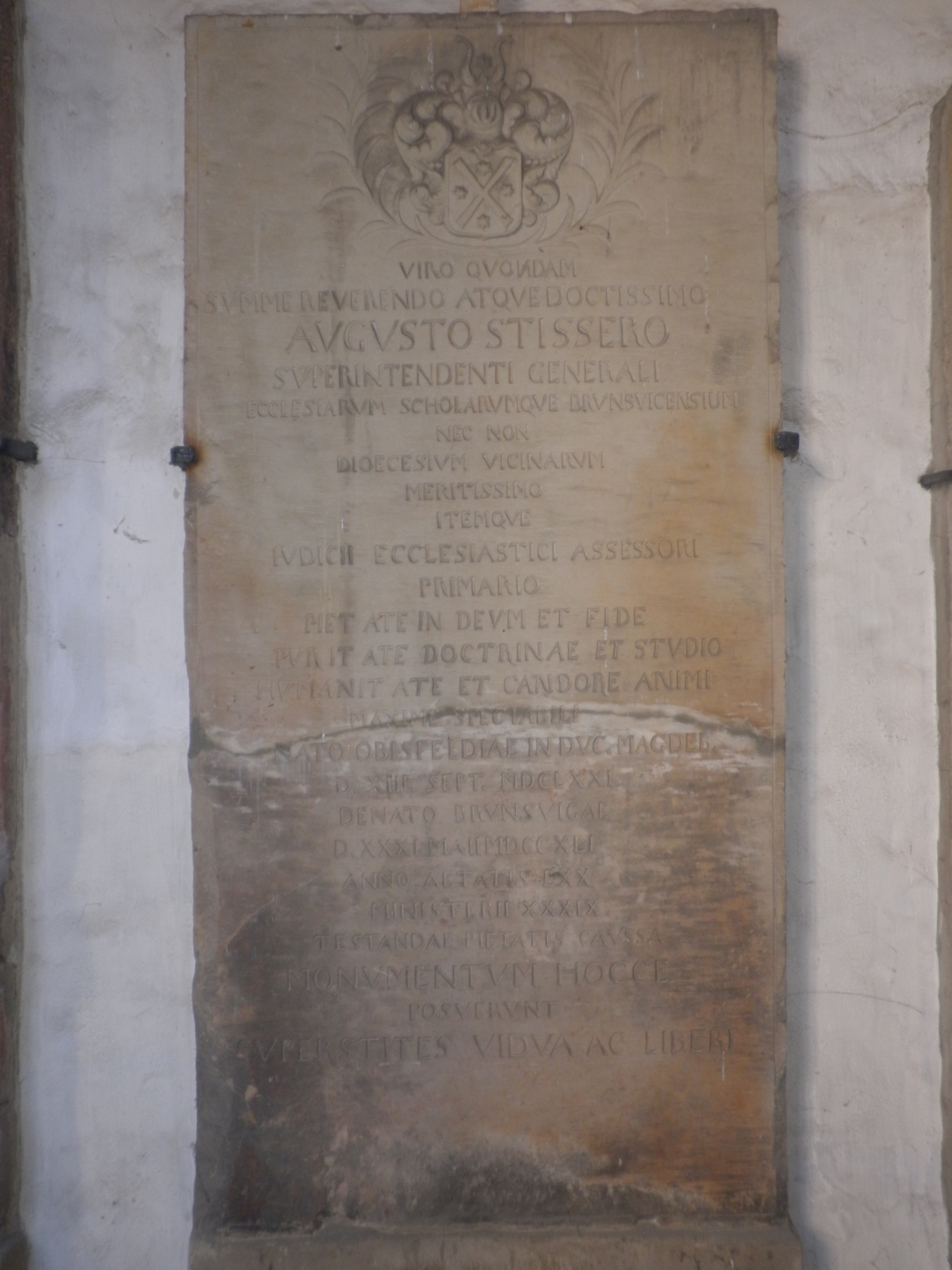
Grabstein in Braunschweig

Während jener Zeit besuchte er auch die Universität Halle, die Universität Wittenberg und Berlin. Am 22. Mai 1699 wurde er Kollegiat im Kloster Riddagshausen und am 6. August 1702 Pfarrer an der St. Johanniskirche in Wolfenbüttel sowie 1712 Generalsuperintendent des Harz-Leine-Distrikts und Oberpfarrer in Gandersheim. Zudem erhielt er 1716 die Spezialsuperintendentur in Alshausen. 1723 wurde er als Superintendent der braunschweigischen Kirchen und Schulen und als erster Beisitzer des geistlichen Konsistoriums nach Braunschweig berufen. 1726 wurde er erster Generalsuperintendent Braunschweigs und der drei auswärtigen Inspektionen in Campen, des Gerichts Eich und der Stadt- und Pfahldörfer. 1734 erlitt er einen Schlaganfall, der ihn lähmte und woran er verstarb.
Aus seiner am 20. November 1703 geschlossenen Ehe mit Katharina (1684–1748), der ältesten Tochter des fürstlich braunschweigisch-lüneburgischen Hofpredigers und Konsistorialrates Johann Niekamp, sind zwei Söhne und vier Töchter hervorgegangen. Bekannt ist die Tochter Maria Augusta Stisser (* 17. Januar 1713; † 3. Januar 1786), die mit Julius Justus Gebhardi (* 15. Mai 1706; † 30. September 1741), in zweiter Ehe mit Justus Heinrich Daniel Cleve (* 15. Juli 1704; † 22. März 1753) und in dritter Ehe mit Johann Peter Albrecht (* 28. Juni 1703; † 24. Juli 1757) verheiratet war.

## Wirken
Sein Wirken fiel in die Zeit um 1708, als die Prinzessin Elisabeth Christine von Braunschweig-Wolfenbüttel katholisch wurde. Stisser hat sich in dieser Situation für die evangelische Geistlichkeit des Landes eingesetzt, so dass die braunschweigische Kirche aus der irenischen Theologie und Kirchenpolitik Georg Calixts wieder in entschieden lutherische Bahnen gelenkt wurde. Mit besonderer Sorgfalt hat er deshalb auch die unten aufgeführte Schrift zur Zweihundertjahrfeier der Einführung der Reformation in Braunschweig verfasst. In ihr gab er unter anderem auch die Lebensbeschreibungen der braunschweigischen Prediger bis auf seine Zeit. Ein Exemplar dieses Werkes hat später der im Jahr 1791 verstorbene Stadtsuperintendent Friedrich Wilhelm Richter handschriftlich fortgesetzt, indem er die Biographien des geistlichen Ministeriums bis gegen Ende des 18. Jahrhunderts fortführte. Dieses Exemplar hat er der geistlichen Bibliothek in Braunschweig mit der Bedingung vermacht, es bei jeder eintretenden Veränderung zu ergänzen.

## Werke
- Dissertatio de quaestione morali an liberis contra parentes injustos vitae eorum aggressores cum parentum morte se defendere liceat. 1696.
- Inthronisationspredigt.  Gandersheim 1713.
- Christus als der rechte Altar der Christen.  Braunschweig 1722 (Predigt).
- Augustum Reformationis Brunsvicensis Mnemosynon oder vollständige Acta des Special-Jubiläi der Stadt Braunschweig. Braunschweig 1728.
- Programma de causis infamiae qua premuntur hodie plerumque scholae. Braunschweig 1733.